# تریپتوفول
تریپتوفول (به انگلیسی: Tryptophol) یک ترکیب شیمیایی با شناسه پاب‌کم ۱۰۶۸۵ است.